# Mai Văn Chính
Mai Văn Chính (sinh năm 1961) là một chính khách Việt Nam. Ông hiện là Ủy viên Ban Chấp hành Trung ương Đảng Cộng sản Việt Nam khóa XIII, Ủy viên Ban Thường vụ Đảng ủy Chính phủ, Phó Thủ tướng Chính phủ nước Cộng hòa Xã hội Chủ nghĩa Việt Nam, nguyên Trưởng Ban Dân vận Trung ương Đảng Cộng sản Việt Nam, Phó Trưởng ban Thường trực Ban Tổ chức Trung ương, Bí thư Tỉnh ủy Long An.

## Thân thế và sự nghiệp
Ông Mai Văn Chính sinh ngày 1 tháng 1 năm 1961, quê quán ở xã Đức Hòa Đông, huyện Đức Hòa, tỉnh Long An.
Sự nghiệp chính trị của ông bắt đầu từ chính quê hương Long An. Ông từng giữ các chức vụ Giám đốc Sở Nông nghiệp và Phát triển nông thôn, Bí thư Huyện ủy Thủ Thừa, Ủy viên dự khuyết Trung ương Đảng, Phó Chủ tịch UBND tỉnh Long An, Phó Bí thư Tỉnh ủy, Bí thư Tỉnh ủy Long An.
Ngày 24 tháng 4 năm 2006, tại Đại hội đại biểu toàn quốc Đảng Cộng sản lần thứ X, ông được bầu làm Ủy viên dự khuyết Ban Chấp hành Trung ương Đảng Cộng sản Việt Nam khóa X.
Ngày 18 tháng 1 năm 2011, tại Đại hội Đảng Cộng sản Việt Nam XI, ông được bầu làm Ủy viên Ban Chấp hành Trung ương Đảng Cộng sản Việt Nam khóa XI nhiệm kì 2011–2016.
Ngày 27 tháng 1 năm 2015, Ông Tô Huy Rứa, Ủy viên Bộ Chính trị, Bí thư Trung ương Đảng, Trưởng ban Tổ chức Trung ương đã trao Quyết định số 1713-QĐNS/TW ngày 27-1-2015 của Bộ Chính trị về việc điều động ông Mai Văn Chính, Ủy viên Ban Chấp hành Trung ương Đảng, Bí thư Tỉnh ủy Long An, thôi giữ chức Bí thư Tỉnh ủy, thôi tham gia Ban Chấp hành, Ban Thường vụ Tỉnh ủy Long An để nhận nhiệm vụ Phó Trưởng ban Tổ chức Trung ương.
Ngày 26 tháng 1 năm 2016, Tại Đại hội đại biểu toàn quốc lần thứ XII của Đảng, ông được bầu làm Ủy viên Ban Chấp hành Trung ương Đảng Cộng sản Việt Nam khóa XII nhiệm kì 2016 – 2021.
Ngày 26 tháng 7 năm 2020, ông được bầu làm Bí thư Đảng ủy cơ quan Ban Tổ chức Trung ương khóa XXII, nhiệm kỳ 2020-2025.
Ngày 30 tháng 01 năm 2021, tại Đại hội Đại biểu toàn quốc Đảng Cộng sản Việt Nam khóa XIII, ông được bầu làm Ủy viên chính thức Ban Chấp hành Trung ương Đảng Cộng sản Việt Nam khoá XIII nhiệm kì 2016 – 2021.
Kể từ ngày 01 tháng 6 năm 2021, ông được phân công làm Phó Trưởng Ban Thường trực Ban Tổ chức Trung ương Đảng Cộng sản Việt Nam.
Ngày 16 tháng 7 năm 2021, Thủ tướng Chính phủ Phạm Minh Chính ký Quyết định số 1240/QĐ-TTg, bổ nhiệm ông làm Ủy viên Hội đồng Thi đua - Khen thưởng Trung ương.
Ngày 16 tháng 8 năm 2024, tại Quyết định số 1489-QĐNS/TW của Bộ Chính trị Quyết định điều động, phân công ông Mai Văn Chính, Ủy viên Trung ương Đảng, Phó Trưởng Ban Thường trực Ban Tổ chức Trung ương, giữ chức Trưởng Ban Dân vận Trung ương. 
Ngày 21 tháng 8 năm 2024, Bộ Chính trị tổ chức lễ công bố quyết định về phân công Ủy viên Trung ương Đảng. Bộ Chính trị phân công ông Mai Văn Chính, Ủy viên Trung ương Đảng, Phó Trưởng ban Thường trực Ban Tổ chức Trung ương giữ chức Trưởng ban Dân vận Trung ương.
Ngày 18 tháng 02 năm 2025, ông được Quốc hội khoá XV bầu làm Phó Thủ tướng Chính phủ nhiệm kỳ 2021-2026 theo đề nghị của Thủ tướng Phạm Minh Chính.
Ngày 25 tháng 02 năm 2025, Thủ tướng Chính phủ Phạm Minh Chính ký Quyết định 401/QĐ-TTg về việc phân công nhiệm vụ của các Phó Thủ tướng Chính phủ. Trong đó, Phó Thủ tướng Chính phủ Mai Văn Chính, ủy viên Ban Thường vụ Đảng ủy Chính phủ phụ trách như sau: 
a) Theo dõi, chỉ đạo: Bộ Dân tộc và Tôn giáo, Bộ Văn hóa, Thể thao và Du lịch.
b) Thay mặt Thủ tướng Chính phủ trực tiếp theo dõi, chỉ đạo các lĩnh vực công tác:
- Dân tộc, tôn giáo.
- Văn hóa; du lịch; thể dục, thể thao.
- Truyền thông, báo chí, xuất bản.
- Việc thực hiện Chương trình mục tiêu quốc gia phát triển kinh tế - xà hội vùng đồng bào dân tộc thiểu số và miền núi đoạn 2021 - 2030, Chương trình mục tiêu quốc gia về phát triển văn hóa giai đoạn 2025 - 2035.
- Chấp thuận chủ trương đầu tư và chỉ đạo, kiểm tra, đôn đốc, xử lý phát sinh của các dự án đầu tư thuộc thẩm quyền theo lĩnh vực được phân công.
c) Làm nhiệm vụ: Trưởng Ban Chỉ đạo nhà nước về du lịch; Chủ tịch các Hội đồng, Ủy ban quốc gia, Trưởng các Ban Chỉ đạo, Chủ tịch Hội đồng thẩm định các quy hoạch theo lĩnh vực liên quan.
d) Các công việc khác theo sự phân công, ủy nhiệm của Thủ tướng Chính phủ.